# Борбиев, Нуртай
Нуртай Борбиев (кирг. Нуртай Борбиев; 15 января 1947, с. Кызыл-Аскер, Кызыл-Аскерский район, Фрунзенская область, Киргизская ССР, СССР — 8 июня 2019, Бишкек, Кыргызстан) — советский и киргизский оператор, актёр, режиссёр. Народный артист Киргизской ССР (1989).

## Биография
Окончил отделение кинорежиссуры Киргизского государственного института искусств им. Б.Бейшеналиевой.
С 1959 года — ассистент оператора студии «Киргизфильм».
С 1962 года снимает самостоятельно сюжеты киножурнала «Советская Киргизия», документальные ленты «В снегах Алая» (1964), «Манасчи» (1965, с А.Петровым), «Мыс Гнедого скакуна» (1966), «Сад» (1967), «Мурас» (1969, приз ВКФ—70 в Минске) и другие.
За операторскую работу в фильме Толомуша Океева «Потомок белого барса» на Берлинском международном кинофестивале получил «Серебряного медведя» за «художественное оформление фильма и выдающуюся режиссерскую разработку».
Скончался 8 июня 2019 года, похоронен на Ала-Арчинском кладбище.

## Фильмография
Актер:
- 1967 «Материнское поле», Аширалы
- 1972 «Улица», Джали

Оператор:
- 1964 «В снегах Алая»
- 1965 «Манасчи» (совм. с А.Петровым)
- 1966 «Мыс Гнедого скакуна»
- 1967 «Сад»
- 1969 «Мурас» (приз Всесоюзного кинофестиваля—70 в Минске)
- 1973 «Водопад»
- 1980 «Деревенская мозаика»
- 1984 «Потомок белого барса»
- 1986 «Миражи любви» (СССР, Сирия)
- 1990 «Манкурт» (СССР, Турция, Ливия)
- 1991 «Азиат»
- 1993 «И увидел во сне» (оператор, актер)

Режиссер:
- 1990 «Кто ты, Элли?»
- 1994 «Манас 1000»

Сценарист:
- 1990 «Выстрел в степи»

## Награды и звания
- Медаль «Данк» (2001)[1].
- Народный артист Киргизской ССР (1989)[2].
- Заслуженный работник культуры Киргизской ССР (1979).
- Лауреат Государственной премии Республики Кыргызстан имени Токтогула.
- Почетная грамота Госкино СССР (1967)
- Значок «Отличник кинематографии СССР» (1967)
- Грамота Верховного Совета Киргизской ССР (1969)
- Почетная грамота Верховного Совета Киргизской ССР (1975)